# Freak Kitchen
Freak Kitchen es una banda de rock  de Gotemburgo, Suecia, formada en 1992. 
Debido al alto nivel técnico de sus composiciones a veces las personas se refieren a su estilo como metal progresivo o rock progresivo.
El estilo de música de Freak Kitchen está influenciado por muchos géneros, que van desde el jazz al pop. 
Las letras de sus canciones contienen principalmente humor y duras críticas contra la sociedad capitalista, la conformidad, el racismo y la actitud de las grandes empresas discográficas.
Mattias Eklundh líder de la banda es ampliamente conocido como un guitarrista de gran capacidad técnica, y sus recitales a menudo contienen partes donde Eklundh toca la guitarra utilizando varios objetos extraños, como un consolador vibrante. Eklundh también ha publicado tres álbumes en solitario, Sensually Primitive (1997) (bajo el seudónimo de Mr Libido), Freak Guitar (1999) y Freak Guitar - The Road Less Traveled (2004). La banda anunció un nuevo álbum "Land of the Freaks", que se publicará a finales de 2008 o principios del 2009. [1].
El álbum "Cooking with Pagans", fue lanzado en 2014 con su primera canción, "Professional Help", lanzada en noviembre.
El álbum "Confusion To The Enemy" fue lanzado en 2018 y contiene una canción con letras en sueco llamada "Så Kan Det Gå När Inte Haspen Är På" (que se traduciría como Eso es lo que pasa cuando no tomas precauciones).

## Miembros

### Miembros actuales
- Mattias "IA" Eklundh - Voz y guitarra (1992- )
- Christer Örtefors - Bajo y coros (2000- )
- Björn Fryklund - Batería (2000- )

### Miembros anteriores
- Christian Grönlund - Bajo y coros (1992-2000)
- Joakim Sjöberg - Batería y coros (1992-2000)

## Discografía

### Álbumes
- Appetizer (Thunderstruck Productions, 1994)
- Spanking Hour (Thunderstruck Productions, 1996)
- Freak Kitchen (Thunderstruck Productions, 1998)
- Dead Soul Men (Thunderstruck Productions, 2000)
- Move (Thunderstruck Productions, 2002)
- Organic (Thunderstruck Productions, 2005)
- Land of the Freaks (Thunderstruck Productions, 2009)
- Cooking With Pagans  (Discográfica: Laser’s Edge,2014)
- Confusion to the Enemy (Thunderstruck Productions, 2018)

### EP
- Junk Tooth (1997)